# Choca-do-nordeste-de-cauda-barrada
Sakesphoroides niedeguidonae é uma espécie de ave pertencente à família Thamnophilidae e ao gênero Sakesphoroides. Se trata de uma espécie endêmica do Brasil.

## História
Por quase 200 anos foi confundida com a Choca-do-nordeste, mas após análises detalhadas de morfologia, canto, comportamento e DNA, essa população foi reconhecida como outra espécie.
Seu nome foi dado em homenagem à arqueóloga Niède Guidon, já que o holótipo da espécie foi coletado no Parque Nacional Serra da Capivara.

## Área de Ocorrência
Ocupa toda a porção norte/margem esquerda do Rio São Francisco, nos estados do Piauí, Paraíba, Pernambuco, Alagoas, Sergipe, Ceará e Rio Grande do Norte estando presente com uma pequena população na margem direita do rio no estado da Bahia.